# 電磁場の量子化
量子電磁力学では電磁場の量子化（でんじばのりょうしか）により、粒子の運動量は演算子に置き換わる。量子化によって電磁場は光子の集まりであることがわかる。つまり、光子の状態を表す電磁ポテンシャルの時間微分が電場、空間微分が磁場である。
電磁場の量子化には2通り考えられる。1つ目の方法は、場の量子論の知識によって古典的な電磁場を量子化して、量子化された電磁場を得る方法である。
2つ目の方法は、古典電磁気学と解析力学によって「古典的な電磁場は、無限個の古典的な調和振動子の集まりと等価である」ことを示し、その調和振動子を量子力学の知識によって量子化する。すると無限個の量子的な調和振動子を得られるが、それを量子化された電磁場と考える。以下ではこちらの方法について述べる。

## 古典的な電磁場と調和振動子
体積V = L3の立方体に閉じ込められた電磁場を考える。この電磁場は、電場E(r,t)と磁場B(r,t)という２つのベクトル場からなり、マクスウェル方程式を満たす。
真空中では電磁ポテンシャルであるベクトルポテンシャルA(r,t)とスカラーポテンシャルΦ(r,t)を導入することで以下のように表せる。
{\displaystyle {\begin{aligned}\mathbf {B} (\mathbf {r} ,t)&={\boldsymbol {\nabla }}\times \mathbf {A} (\mathbf {r} ,t)\\\mathbf {E} (\mathbf {r} ,t)&=-{\boldsymbol {\nabla }}\phi (\mathbf {r} ,t)-{\frac {\partial \mathbf {A} (\mathbf {r} ,t)}{\partial t}},\\\end{aligned}}}
ここで ∇×A はAの回転である。A(r,t)とΦ(r,t)の取り方には任意性があるが、今回はクーロンゲージ{\displaystyle {\boldsymbol {\nabla }}\cdot \mathbf {A} (\mathbf {r} ,t)=0}を採用する。つまり横波のみを扱う。
このような電磁ポテンシャルを用いてマクスウェル方程式を書き換えると、ベクトルポテンシャルは波動方程式を満たさなければならないことがわかる。よってEやBの成分が実数であることを考慮すると、
ベクトルポテンシャルは平面波{\displaystyle e^{i\mathbf {k} \cdot \mathbf {r} }}を基底にして次のようにフーリエ展開することができる（*は複素共役を示している）。
{\displaystyle \mathbf {A} (\mathbf {r} ,t)={\sqrt {\frac {1}{V}}}\sum _{\mathbf {k} }\sum _{\mu =-1,1}\mathbf {e} ^{(\mu )}(\mathbf {k} )\left(a_{\mathbf {k} }^{(\mu )}(t)\,e^{i\mathbf {k} \cdot \mathbf {r} }+a_{\mathbf {k} }^{*(\mu )}(t)\,e^{-i\mathbf {k} \cdot \mathbf {r} }\right)}
{\displaystyle a_{\mathbf {k} }^{(\mu )}(t)=|a_{\mathbf {k} }^{(\mu )}|e^{-i\omega t+\theta }}
ただし{\displaystyle |a^{(\mu )}|}と{\displaystyle \theta }は初期条件から決まる任意定数。よってベクトルポテンシャルの時間依存性は、調和振動子と同じ形になっている。
また波動方程式とクーロンゲージを満たさなければならないので
{\displaystyle \omega =c|\mathbf {k} |}
{\displaystyle \mathbf {e} ^{(\mu )}(\mathbf {k} )\cdot \mathbf {k} =0}
またAは箱の反対側の壁と同じ値を持つという周期的境界条件の結果、波数ベクトルkの成分は離散値を持つ。
{\displaystyle \mathbf {k} ={\frac {2\pi }{L}}(n_{x},n_{y},n_{z})\qquad n_{x},\;n_{y},\;n_{z}=0,\,\pm 1,\,\pm 2,\,\ldots }
このkを１つ決めると、それと垂直な２つの単位ベクトル（偏光ベクトル）{\displaystyle \mathbf {e} ^{(\mu )}}と、時間依存性を表す{\displaystyle \omega }が決まりベクトルポテンシャルが１つ定まる。
古典的な電磁場のハミルトニアンは次のような形になる。
{\displaystyle H={\frac {1}{2}}\epsilon _{0}\iiint _{V}\left(E(\mathbf {r} ,t)^{2}+c^{2}B(\mathbf {r} ,t)^{2}\right)\mathrm {d} ^{3}\mathbf {r} }
ここで{\displaystyle Q_{\mathbf {k} \mu }(t)\equiv a_{\mathbf {k} }^{(\mu )}(t)+a_{\mathbf {k} }^{*(\mu )}(t)}を導入し、これまでの結果を代入すると
{\displaystyle H=\sum _{\mathbf {k} ,\mu }{\frac {\epsilon _{0}}{2}}({\dot {Q}}_{\mathbf {k} \mu }^{2}(t)+\omega ^{2}Q_{\mathbf {k} \mu }^{2}(t))}
これは電磁場のエネルギーが無限個の１次元調和振動子の和であることを示している。ここで一般化運動量{\displaystyle P_{\mathbf {k} \mu }=\epsilon _{0}{\dot {Q}}_{\mathbf {k} \mu }}を導入すると
{\displaystyle H=\sum _{\mathbf {k} ,\mu }({\frac {1}{2\epsilon _{0}}}P_{\mathbf {k} \mu }^{2}(t)+{\frac {\epsilon _{0}}{2}}\omega ^{2}Q_{\mathbf {k} \mu }^{2})}

## 電磁場の量子化
粒子における量子化では、運動量を演算子に置き換える方法である。
{\displaystyle \mathbf {p} (t)\rightarrow -i\hbar {\boldsymbol {\nabla }}}
プランク定数はここで導入され、古典的表現の時間依存性は量子力学的な演算子には引き継がれない（これはシュレーディンガー描像でも言える）。
電磁場でも同様のことを行う。
{\displaystyle P_{\mathbf {k} \mu }(t)\rightarrow -i\hbar {\frac {\partial }{\partial Q_{\mathbf {k} \mu }}}}
さらに次のような生成消滅演算子を導入する。
{\displaystyle {\hat {a}}_{\mathbf {k} \mu }^{\dagger }={\sqrt {\frac {\omega \epsilon _{0}}{2\hbar }}}({\hat {Q}}_{\mathbf {k} \mu }-{\frac {i}{\omega \epsilon _{0}}}{\hat {P}}_{\mathbf {k} \mu })}
{\displaystyle {\hat {a}}_{\mathbf {k} \mu }={\sqrt {\frac {\omega \epsilon _{0}}{2\hbar }}}({\hat {Q}}_{\mathbf {k} \mu }+{\frac {i}{\omega \epsilon _{0}}}{\hat {P}}_{\mathbf {k} \mu })}
すると量子化されたベクトルポテンシャルは以下のように生成消滅演算子を用いて表される。
{\displaystyle \mathbf {A} (\mathbf {r} )=\sum _{\mathbf {k} ,\mu }{\sqrt {\frac {\hbar }{2\omega _{\mathbf {k} }V\epsilon _{0}}}}\mathbf {e} ^{(\mu )}(\mathbf {k} )\left({\hat {a}}_{\mathbf {k} \mu }e^{i\mathbf {k} \cdot \mathbf {r} }+{\hat {a}}_{\mathbf {k} \mu }^{\dagger }e^{-i\mathbf {k} \cdot \mathbf {r} }\right)}
よって電場と磁場は次のようになる。
{\displaystyle \mathbf {E} (\mathbf {r} )=i\sum _{\mathbf {k} ,\mu }{\sqrt {\frac {\hbar \omega _{\mathbf {k} }}{2V\epsilon _{0}}}}\mathbf {e} ^{(\mu )}(\mathbf {k} )\left({\hat {a}}_{\mathbf {k} \mu }e^{i\mathbf {k} \cdot \mathbf {r} }-{\hat {a}}_{\mathbf {k} \mu }^{\dagger }e^{-i\mathbf {k} \cdot \mathbf {r} }\right)}
{\displaystyle \mathbf {B} (\mathbf {r} )=i\sum _{\mathbf {k} ,\mu }{\sqrt {\frac {\hbar }{2\omega _{\mathbf {k} }V\epsilon _{0}}}}[\mathbf {k} \times \mathbf {e} ^{(\mu )}(\mathbf {k} )]\left({\hat {a}}_{\mathbf {k} \mu }e^{i\mathbf {k} \cdot \mathbf {r} }-{\hat {a}}_{\mathbf {k} \mu }^{\dagger }e^{-i\mathbf {k} \cdot \mathbf {r} }\right)}
古典的な電磁場のハミルトニアンで同じように演算子の置き換えをすることで、量子論的な電磁場のハミルトニアンが得られる。
{\displaystyle {\hat {H}}=\sum _{\mathbf {k} ,\mu }\hbar \omega _{\mathbf {k} }{\Big (}{\hat {a}}_{\mathbf {k} \mu }^{\dagger }{\hat {a}}_{\mathbf {k} \mu }+{\frac {1}{2}}{\Big )}}
よって量子化された電磁場は、量子的な調和振動子の集合であることがわかる。